# 並十字絞

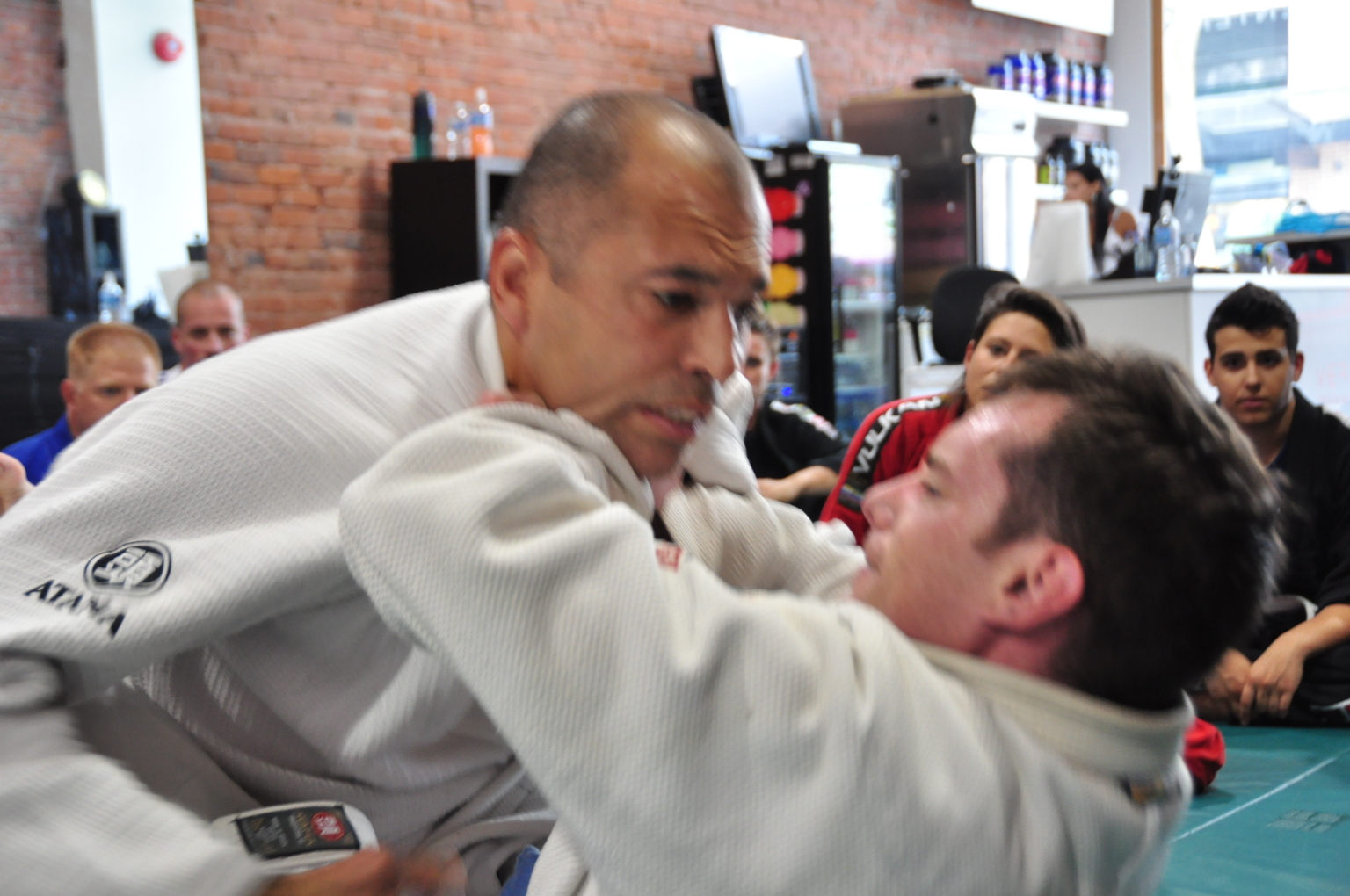
セミナーで並十字絞をホイス・グレイシーに掛ける受講生（下）

並十字絞（なみじゅうじじめ）は、柔道の絞技12本の1つである。十字絞の一種。腕を十字にして、両手の甲が上になる様に、相手の両襟を掴んで、前腕で相手の頸部を絞める技。講道館や国際柔道連盟 (IJF) での正式名である。IJF略号NJJ。異読「ならびじゅうじじめ」。

## 概要
まずは取が両腕を交差させて受の両方の横襟を握る。この際に取は両手の親指を内にして受の両横襟を握るようにする（両手の四指を受の道衣の外側に出す）。そして、その状態から取は自らに引き付けるように力を入れて両手の小指をうまく利用しながら、受の両側頚部を圧迫して絞め上げる。
受が仰向けの場合は取の体を前に乗せかけながら、両脚で受の体を制しながら両腕を引いて絞める。なお、受が上になっている状態からでも技を仕掛けることが可能。
受がこの技に対処するには、体を右側に移動させて取の左手の下に受の左手を入れて、その状態から手のひらを左後頭部に押し当てて防御する。もしくは、右手か場合によっては両手で取の両肘を押して左横に転がりながら立ち上がるようにする。
明治38年の書籍『柔道大意』では並十字絞のような裸絞を裸絞の第一例として挙げている。

## 変化

### 海老絞
海老絞（えびじめ）は片脚担ぎからの並十字絞である。ガードポジションの上から受の右脚を担ぐ片脚担ぎを行い、受を片エビ状にし、受の右脚の外から左手で親指中に受の左横襟をつかみ、受の両脚の間から右手で親指中に受の右前襟を掴んで絞める。両手絞にも海老絞があるが異なる技である。

### 後十字絞
後十字絞（うしろじゅうじじめ）は背後から絞める並十字絞。背後から左手で相手の右肩上を通して相手の左前襟を親指中に取り、右手で左腕上を通して、左肩上を袋取りにし両小指を合せる様に絞める。また、片十字絞にも後十字絞がある。旧称袖車絞（そでぐるまじめ）、袖車（そでぐるま）。だが、後十字絞は講道館やIJFの分類の袖車絞とは異なる技である。

### 早絞
早絞（はやじめ）は右手は相手の右横襟、左手は相手の左前襟を持って右腕を伸ばして右小指側で絞める並十字絞。

### 膝固襟絞
膝固襟絞は仰向けの相手の右肩の横に相手に向かって座り、左腕を伸ばして左手で相手の左前襟上部を持ち、右手は相手の右襟を持ち相手の顔を左に向かせながら左膝を相手の右首にのせ押し付け両手を強く引いて絞める並十字絞
。別名膝絞（ひざじめ）。別名に「膝絞」がある足挟みとは異なる技である。